# Hyperfokale Entfernung
Als hyperfokale Entfernung beziehungsweise hyperfokale Distanz wird in der Fotografie diejenige endliche Gegenstandsweite bezeichnet, bei der, wenn man auf sie fokussiert, im Unendlichen liegende Objekte mit akzeptabler Unschärfe abgebildet werden. Der gesamte mit akzeptabler Unschärfe abgebildete Bereich, die sogenannte Schärfentiefe, reicht dann von der halben hyperfokalen Entfernung bis ins Unendliche.

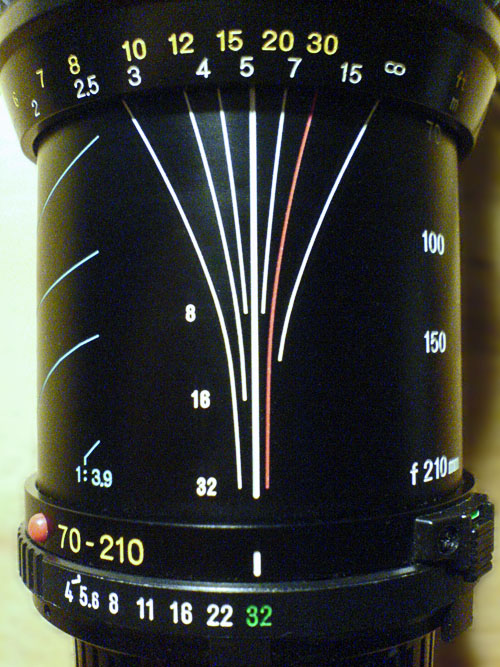
Die Unendlich-Markierung dieses Zoom-Objektivs ist auf die ferne (rechte) Blendenkurve bei kleinster Blende f/32 eingestellt, die Schärfentiefe reicht also von zirka 2,9 Meter (linke Blendenkurve) bis unendlich. An der dicken, mittleren Markierungslinie lässt sich nun die hyperfokale Entfernung ablesen, hier zirka 5,1 m.

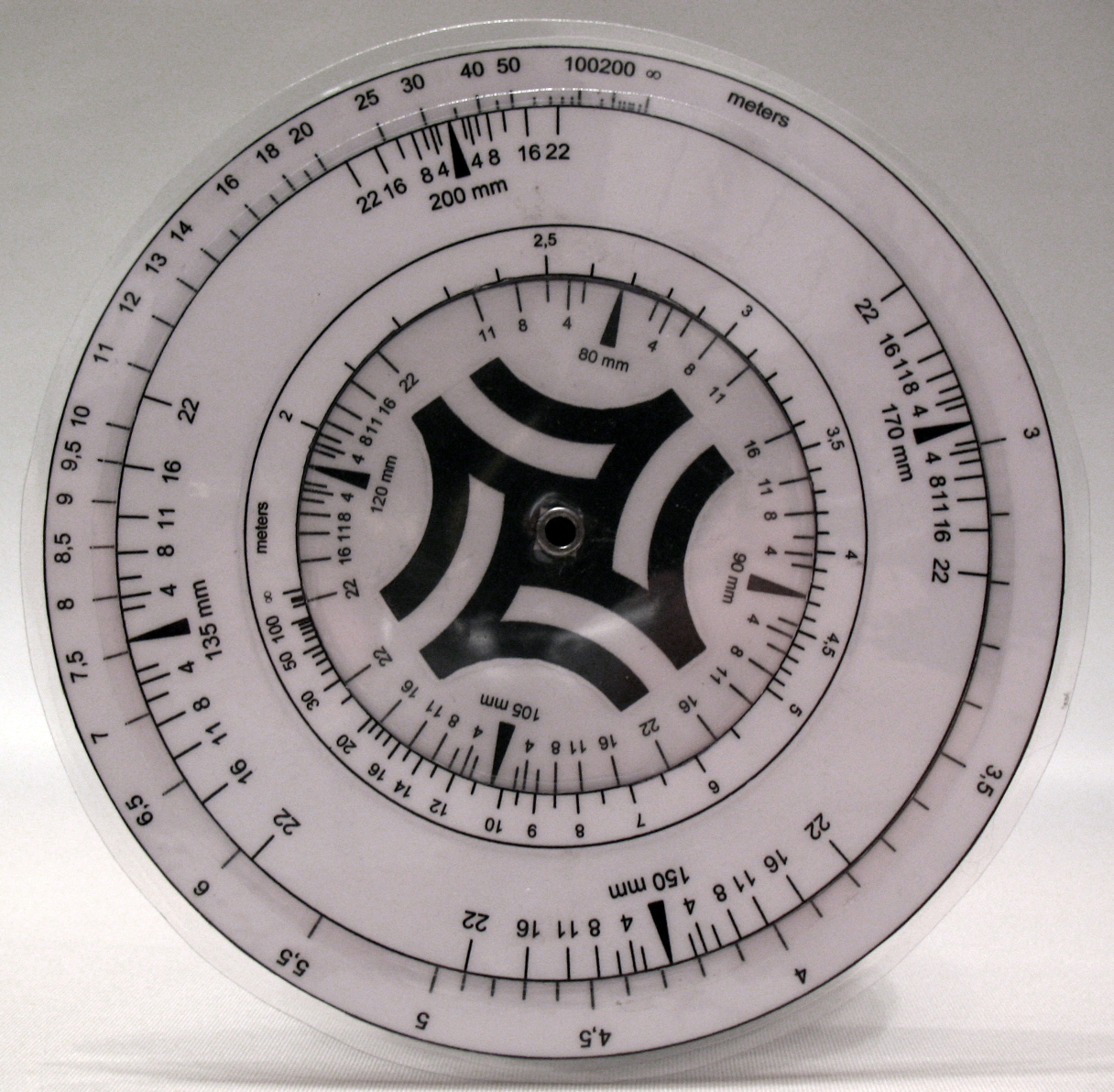
Schärfentiefe-Rechenscheibe für ein 70-200-mm-Zoomobjektiv. Für die Brennweiten 80, 90, 105, 120, 135, 150, 170 und 200 mm lässt sich exemplarisch die hyperfokale Entfernung bestimmen. Bei 105 mm und Blende f/22 liegt sie beispielsweise bei zirka 16 Metern.

Die hyperfokale Entfernung ergibt sich gemäß nachstehender Formel aus der Brennweite {\displaystyle f} und Blende {\displaystyle k} des verwendeten Objektivs sowie dem tolerierbaren Zerstreuungskreisdurchmesser {\displaystyle Z}, der seinerseits vom verwendeten Film- beziehungsweise Sensorformat abhängt. Es gilt:
{\displaystyle d_{h}={\frac {f^{2}}{k\cdot Z}}+f}
- {\displaystyle d_{h}}: hyperfokale Entfernung gemessen von der gegenstandsseitigen Hauptebene
- {\displaystyle f}: Brennweite (nicht das Kleinbild-Äquivalent der Brennweite)
- {\displaystyle k}: Blendenzahl f/2,8 → {\displaystyle k=2{,}8}
- {\displaystyle Z}: Zerstreuungskreisdurchmesser

Die auf Objektiven mit fester Brennweite anzutreffenden Schärfeskalen sind in der Regel nach dieser Formel berechnet, wobei man als tolerierbaren Zerstreuungskreisdurchmesser heute meist einen empirischen Wert von 1/1500 (früher 1/1000) der Bilddiagonalen angibt, also bei 35-mm-Kleinbild-Fotografie zirka 30 µm, beim 6-cm-×-6-cm-Mittelformat zirka 50 µm und so weiter.
In der Digitalfotografie dagegen verwendet man als tolerierbaren Zerstreuungskreisdurchmesser bei farbigen Abbildungen üblicherweise die zweifache, bei monochromen Abbildungen die einfache Pixelgröße des Bildsensors. Bei besonders hoch auflösenden Bildsensoren mit großer Pixeldichte ergeben sich dadurch – insbesondere bei monochromen Bildern – oft erheblich mehr Bildpunkte auf der Bilddiagonalen und damit auch deutlich kleinere Zerstreuungskreisdurchmesser als oben angegeben.

## Beispiele
- Kleinbild, 12-mm-Objektiv, Blende f/22 → {\displaystyle d_{h}} = 0,23 m
- Kleinbild, 18-mm-Objektiv, Blende f/16 → {\displaystyle d_{h}} = 0,69 m
- Kleinbild, 50-mm-Objektiv, Blende f/11 → {\displaystyle d_{h}} = 7,6 m
- Kleinbild, 135-mm-Objektiv, Blende f/8 → {\displaystyle d_{h}} = 76 m
- Kleinbild, 400-mm-Objektiv, Blende f/7,1 → {\displaystyle d_{h}} = 750 m
- Kleinbild, 1200-mm-Objektiv, Blende f/5,6 → {\displaystyle d_{h}} = 8600 m
- CCD-Sensor (1/2,5"), 6-mm-Objektiv, Blende f/2,8 → {\displaystyle d_{h}} = 3,02 m
- CCD-Sensor (1/2,5"), 60-mm-Objektiv, Blende f/4,3 → {\displaystyle d_{h}} = 196 m

In der Praxis ist die hyperfokale Entfernung ein grober Richtwert, da bei Fokussierungsfehlern die Unschärfe nicht schlagartig einsetzt, sondern kontinuierlich zunimmt. Eine Landschaftsaufnahme mit Hyperfokaleinstellung erzeugt eine Aufnahme mit grenzwertiger Schärfe des gesamten Hauptmotivs. Bei vielen Aufnahmen ist eine hohe Schärfe des Hauptmotivs wichtiger als eine mäßige Schärfe des gesamten Bildes.
Auf den Entfernungsskalen von Objektiven ist in der Regel die Gegenstandsweite angegeben. Die hyperfokale Entfernung kann aus der oben genannten Gesetzmäßigkeit nicht ohne weiteres abgeleitet werden. Eine Fokussierung auf unendlich hat nichts mit der hyperfokalen Distanz zu tun. Bei den meisten Objektiven geht die Schärfeeinstellung sogar über unendlich hinaus, um den Autofokus bei der automatischen Scharfstellung nicht anstoßen zu lassen.